# Csaba dalla Zorza
Csaba Dalla Zorza (Milán, 5 de septiembre de 1970) es una personalidad de televisión, presentadora de televisión y escritora italiana.

## Biografía
Nacida y criada en Milán, Csaba tiene raíces toscanas y venecianas. Su nombre, Csaba (un nombre masculino húngaro con una pronunciación correcta de [ˈʧɒbɒ]), fue elegido por su padre, quien estaba convencido de que tendría un hijo varón. Aunque es un nombre de origen húngaro, tanto ella como todos los que la conocen lo pronuncian al estilo italiano, como "/ˈksaba/". Este nombre fue inspirado por un ciclista húngaro al que su padre admiraba profundamente. Se ha especializado en el campo de la comunicación a través de colaboraciones en el sector de la edición periódica femenina, primero con Arnoldo Mondadori Editore y con Condé Nast Publications . A lo largo de los años 90 desarrolló una predilección por la comida y su preparación, y de hecho es una chef diplomada en cocina tradicional francesa en la escuela parisina "Le Cordon Bleu".
Después de haber impartido cursos de cocina, en 2008 entra en el mundo televisivo con el programa In cucina con Csaba para Sky . Entre 2010 y 2011 es presentadora del programa televisivo Il Mondo di Csaba en el canal Alice . En 2012 empieza a dirigir el programa Merry Christmas con Csaba en el canal televisivo Real Time y escribe en el blog Lezioni private, en la página de Vanity Fair, periódico con el que colabora en temas de cocina y estilo de vida. En julio de 2013, de nuevo en Real Time, dirige el programa Summer Cooking con Csaba, dedicado a las recetas de verano, y en 2014 el programa disponible en la red La classe di Csaba.
A partir de 2016 se convirtió en comentarista permanente del programa de radio Due come noi para Radio Monte Carlo y dirige la serie web Kitchen Stories para Elle en la rúbrica Elle Decor,  mientras que en 2017 fue elegida como jueza en el programa Cuochi e fiamme  para LA7. En 2018 se le encomendó la gestión de Honestly Good. Participa como columnista en SelfieFood - una foto, una receta, ambos en la cadena de televisión LA7 . En 2018 se convirtió en presentadora y jueza del programa Cortesie per gli ospiti junto con Roberto Valbuzzi y Diego Thomas, mientras que en 2019 fue invitada como jueza especial en Bake Off Italia y presentadora de un nuevo programa Enjoy good food para Food Network .
Además de ser directora de la editorial Luxury Books que fundó en 2003, Csaba es también directora de la revista de circulación controlada Good Living. Hasta ahora ha publicado diecisiete libros que van desde las recetas hasta el arte de recibir, desde los trucos culinarios hasta la mise en place, gracias a los cuales obtiene seis International Gourmand Award.  Desde 2020 es el cuarto juez en la octava edición de Bake Off Italia - Dolci in forno.

## Vida privada
Se casó con Lorenzo Rosso y tuvo dos hijos, Eduardo y Ludovica. Ha vivido en Tokio, Brasil, en Costa Azul y París; Siempre ha viajado mucho gracias a su trabajo en el sector de la comunicación.

## Programas de televisión
- In cucina con Csaba, Sky Italia (2008)
- Il mondo di Csaba, Alice (2010-2011)
- Merry Christmas con Csaba, Real Time (2012-2014)
- Summer Cooking con Csaba, Real Time (2013)
- La Classe di Csaba, Real Time (2014)
- Cuochi e fiamme, La7/La7d (2017)
- SelfieFood-una foto, una ricetta, La7 (2018) - Ospite
- Cortesie per gli ospiti, Real Time (2018-in corso)
- Enjoy Good Food, Food Network (2019)
- Bake Off Italia - Dolci in forno, Real Time (2019) - Ospite e giudice, episodio 7x07
- L'eredità, Rai 1 (2020) - Concorrente speciale e ospite
- Bake Off Italia - Dolci in forno, Real Time (2020) - Giudice

## Programas en la web
- La Classe di Csaba (2014)

## Programas de radio
- Due Come Noi, Radio Monte Carlo (desde 2016) - Columnista recurrente [9]

## Trabajos
- Mi cocina en la ciudad (2004)
- Feliz Navidad (2008)
- Country Chic (2009)
- Fashion Food Milán (2010)
- Vacaciones de verano (2011)
- Feliz Navidad (nueva edición) (2011)
- Celebre en Venecia [20][21] (2012)
- Csaba bon marché (2013)
- La hora del té (2014)
- Alrededor de Florencia (2014)
- Chocolate (2014)
- Buena comida (2015)
- Sinceramente bueno (2017)
- Buenos modales (2018)
- Hornear Navidad (2019)

## Nota
1. ↑  «L’anti-Clerici: Csaba dalla Zorza». leifoodie.it. Archivado desde [http://www.leifoo
ie.it/2010/10/06/lanti-clerici-csaba-dalla-zorza/ el original] el 21 aprile 2014.
2. ↑  «Chi è Csaba?». vanityfair.it. Archivado desde el original el 4 luglio 2013.
3. 1 2  «Biografia professionale». Csaba dalla Zorza (en italiano).
4. ↑  Lezioni Private
5. ↑  «A Natale la tredicesima non arriva? Merry Christmas con Csaba su Real Time!». tvblog.it.
6. ↑  «REAL TIME, ECCO I NUOVI VOLTI: CSABA DALLA ZORZA IN MERRY CHRISTMAS, ERNST KNAM IN IL RE DEL CIOCCOLATO E RENATO ARDOVINO IN TORTE IN CORSO». davidemaggio.it.
7. ↑  «Summer Cooking con Csaba, su Real Time la domenica si pranza in campagna: anteprima prima puntata». tvblog.it.
8. ↑  «SUMMER COOKING: DAL 14 LUGLIO CSABA DALLA ZORZA DI NUOVO SU REAL TIME». davidemaggio.it.
9. 1 2  «Due come noi». www.radiomontecarlo.net.
10. ↑  Di Carlotta Marelli. «Csaba dalla Zorza: la ricetta delle tagliatelle al limone e avocado per Kitchen Stories». ELLE Decor (en it-IT).
11. ↑  «I Giudici di Cuochi e Fiamme: Riccardo Rossi, Csaba Dalla Zorza, Barù». La7.it (en italiano).
12. ↑  «Honestlygood». La7.it (en italiano).
13. ↑  Selfiefood - puntata 12 del 6/11 - Cous Cous di Zucchine e Orata (en italiano). Consultado el 10 de octubre de 2019.
14. ↑  «23-05-18. Un anno fa.». Csaba dalla Zorza (en italiano).
15. ↑  «Da sabato su Food Network 'Enjoy good food' con Csaba Dalla Zorza». Lapresse (en italiano).
16. ↑  Bake Off Italia | Guarda su Dplay (en italiano). Archivado desde el original el 6 de octubre de 2019. Consultado el 6 de octubre de 2019.
17. ↑  «Csaba Dalla Zorza». arturotv.tv. Archivado desde el original el 29 giugno 2013.
18. ↑  «Benedetta Parodi pronta per Bake Off 2020: le ultime anticipazioni». lanostratv.it.
19. ↑  PopcornTv. «Csaba Dalla Zorza, ecco qualche curiosità sulla conduttrice di 'Cortesie per gli ospiti'». PopcornTv.it (en italiano).
20. ↑  «I segreti di Csaba Dalla Zorza». marieclaire.it. Archivado desde el original el 13 de marzo de 2013.
21. ↑  «Ricette, arte e lifestyle un viaggio tra i sapori». corriere.it.